# Crest Hill (kulle)
Crest Hill är en kulle i Hongkong (Kina). Den ligger i den norra delen av Hongkong. Toppen på Crest Hill är 18 meter över havet.
Terrängen runt Crest Hill är kuperad österut, men västerut är den platt. Runt Crest Hill är det mycket tätbefolkat, med 2 521 invånare per kvadratkilometer. Närmaste större samhälle är Yuen Long Kau Hui, 10,1 km sydväst om Crest Hill. I omgivningarna runt Crest Hill växer i huvudsak städsegrön lövskog.